# Tetanops rufifrons
Tetanops rufifrons är en tvåvingeart som beskrevs av Wulp 1899. Tetanops rufifrons ingår i släktet Tetanops och familjen fläckflugor. Inga underarter finns listade i Catalogue of Life.